# باتريك بيسل
باتريك بيسل (بالإنجليزية: Patrick Bissell)‏ هو راقص باليه ‏ أمريكي، ولد في 1 ديسمبر 1957 في كوربوس كريستي في الولايات المتحدة، وتوفي في 29 ديسمبر 1987 في هوبوكين في الولايات المتحدة.

## وصلات خارجية
- باتريك بيسل على موقع IMDb (الإنجليزية)